# Escut de Pont de Molins
L'escut oficial de Pont de Molins té el següent blasonament: 
Escut caironat: de gules, un pont de dos ulls d'argent acompanyat al cap d'una mola de molí d'or i a la punta d'una faixa ondada d'atzur rivetada d'argent. Per timbre, una corona de poble.
El pont i la mola de molí són els senyals parlants propis i tradicionals del municipi com a mínim des del segle xix, mentre que la faixa ondada és un afegitó del nou escut oficial, en representació del riu Muga, que és el que passa per sota el pont que dona nom a la localitat. L'escut va ser aprovat el 12 de desembre del 2014 i publicat al DOGC el 5 de gener del 2015 amb el número 6782.

## Bandera
La bandera oficial de Pont de Molins té la següent descripció: "Bandera apaïsada, de proporcions dos d'alt per tres de llarg, vermella, amb el pont de dos ulls blanc de l'escut, d'alçària 5/14 de la del drap i llargària 2/7 de la del mateix drap, centrat en relació amb les vores de l'asta i del vol i posat a 2/7 de la superior; amb la roda de molí groga del mateix escut, de diàmetre 1/7 de la llargària del drap, posada a 1/4 de la vora superior i a 1/21 de la de l'asta, i amb una faixa ondada blau fosc rivetada de blanc de mitja, tres i mitja crestes, de gruix 1/7 de l'alçària del drap, posada a 1/14 de la vora inferior.
Fou aprovada per la Generalitat el 3 de novembre de 2015 i publicada al DOGC el 13 de novembre amb el número 6997.